# Vestmannaeyjabær
Vestmannaeyjabær és un municipi d'Islàndia a la regió de Suðurland i que correspon amb l'arxipèlag de les illes Vestmannaeyjar. Té una extensió de 16,14 km² i una població de 4.470 habitants a primer de gener de 2025.
La principal població del municipi és Heimaey.